# Kegelbladroller
De kegelbladroller (Cydia strobilella) is een vlinder uit de familie Tortricidae (bladrollers).

## Beschrijving
De kegelbladroller gebruikt gewone zilverspar, Servische spar, fijnspar en grove den als waardplanten. De rupsen leven in de kegels en eten van de zaden.
De spanwijdte van de vlinder bedraagt 10 tot 15 millimeter.
De kegelbladroller is in Nederland niet zo algemeen en in België vrij algemeen. De soort vliegt van eind april tot in juni in één jaarlijkse generatie.